# Dolichoprosopus lethalis
Dolichoprosopus lethalis es una especie de escarabajo de la familia Cerambycidae. Fue descrita por Francis Polkinghorne Pascoe en 1866. Habita en las Molucas.

## Subespecies
- Dolichoprosopus lethalis canescens Neervoort van der Poll, 1890
- Dolichoprosopus lethalis lethalis (Pascoe, 1866)
- Dolichoprosopus lethalis maculatus Ritsema, 1881